# Scoliopteryx besti
Scoliopteryx besti är en fjärilsart som beskrevs av Ludwig Osthelder 1927. Scoliopteryx besti ingår i släktet Scoliopteryx och familjen nattflyn. Inga underarter finns listade.